# Rivière des Pluies
Rivière des Pluies – rzeka na wyspie Reunion, na Oceanie Indyjskim. Płynie do morza na północnym brzegu wyspy, pomiędzy gminami Saint-Denis i Sainte-Marie.